# 刈敷
刈敷（かりしき/かしき）とは山野や畔などに生える草木の茎や葉を刈ってそのまま田畑に敷きこんで地中において腐らせることで堆肥とする方法もしくはそれに使われた草木のこと。

## 概要
主に春先に入会地などから刈りとり、田植えなどの前に牛馬もしくは人力にて踏み込むことで地中に埋め込んでいく。また、一旦焼いて灰にしてから田畑に撒く方法も行われた。日本では水田耕作が始まった頃から行われたとされる初期的な自給肥料であったものの、刈りとりや踏み込みに労力がかかることや平野部では草木自体の調達が困難であったことから、近世以後に金肥に取って代わられるようになったが、山野に近い中小の農家では安価な堆肥手段として昭和後期まで用いられている場合もあった。